# Stade du 20-Août
Le stade du 20-Août (en arabe : ملعب 20 أغسطس) est un stade de football situé dans la ville de Marrakech au Maroc.
C'est l'enceinte du Mouloudia de Marrakech ainsi que celui du Najm de Marrakech. 